# Institutul Eudoxiu Hurmuzachi pentru Românii de Pretutindeni
Institutul Eudoxiu Hurmuzachi pentru Românii de Pretutindeni este o instituție publică de interes național, cu personalitate juridică proprie, aflată în subordinea Ministerului pentru Românii de Pretutindeni, unică prin programele pe care le oferă tinerilor etnici români de pretutindeni care trăiesc astăzi în afara frontierelor statului român:
1. Nordul Bucovinei și Herța
2. Transcarpația (Maramureșul Istoric)
3. Basarabia (inclusiv Transnistria)
4. Sudul Basarabiei (regiunea Odesa)
5. Bazinul Bugului (regiunile Kirovograd, Nicolaev, Herson)
6. Valea Timocului și Voivodina (Serbia)
7. Sudul Dunarii (Bulgaria, Albania, Macedonia, Grecia)
8. Diaspora

## Legislatie
Instituția, specializată în programe în beneficiul românilor de pretutindeni, a luat ființă în anul 1998, când, conform prevederilor din H.G. 162/1998 și, ulterior, prin Legea nr. 150/1998 – privind acordarea de sprijin comunităților românești de pretutindeni, și-a deschis porțile pentru a primi 190 de tineri români ce urmau să-și continue studiile în România. În anul 2008, Centrul Eudoxiu Hurmuzachi pentru Românii de Pretutindeni s-a reorganizat și transformat în Institut prin intermediul Ordonanței de Urgență nr. 10/13 februarie 2008.

## Activitățile Institutului sunt orientate în direcții multiple, cum ar fi
1. Promovarea valorilor culturii naționale în rândul comunităților românești autohtone din vecinătatea României
2. Asigurarea, prin Anul Pregătitor, a cadrului necesar pentru însușirea limbii, culturii și a civilizației românești de către bursierii statului român
3. Perfecționarea cadrelor didactice care predau limba română/în limba română în comunitățile românești din vecinătatea Româninei
4. Realizarea de studii, analize, cercetări privind comunitățile românești din vecinătatea României, în parteneriat cu instituții publice și organizații neguvernamentale de profil
5. Organizarea de evenimente cu caracter cultural, artistic, științific, educațional, documentar, cu preponderență pentru tinerii români din comunitățile aflate în vecinătatea României, în colaborare cu alte instituții de specialitate
6. Facilitarea dialogului și a colaborării atât a personalităților românești din afara granițelor, cât și a organizațiilor reprezentative ale etnicilor români din vecinătatea României, în scopul conturării unui cadru adecvat comunicării pe segmente socio-profesionale distincte
7. Dezvoltarea de activități specifice, în beneficiul culturii, al civilizației naționale și al imaginii României în lume
8. Conceperea de proiecte și programe educaționale pentru membrii comunităților românești de pretutindeni
9. Editarea unor lucrări de referință privind problematica comunităților românești
10. Institutul derulează programe de pregătire pentru însușirea terminologiei de specialitate a instituțiilor de învățământ, ale căror cursuri le vor urma cei care studiază în România la toate nivelele și formele de învățământ, precum și cei care solicită și obțin prin concurs, burse de studiu în România, la orice nivel și formă de învățământ, în vederea aprofundării cunoștințelor de limba română și pentru afirmarea identității culturale și științifice române, în condiții similare cu cele ale cetățenilor români
11. Persoanele care participă la stagii de perfecționare în [România] și care beneficiază de facilitățile aferente pentru cadre didactice